# 莫愁湖駅
莫愁湖駅（ばくしゅうこえき）は、南京市建鄴区莫愁湖西路と漢中門大街の交差点にある南京地下鉄の駅である。2号線と7号線が乗り入れ、両路線の接続駅となっている。

## 歴史
- 2010年5月28日2号線の駅として開業。

## 駅構造

### のりば
| 番線 | 路線            | 方面                                  | 行先        |
| ---- | --------------- | ------------------------------------- | ----------- |
|      | 南京地下鉄2号線 | 魚嘴・青蓮街・天保街 方面             | 魚嘴 行き   |
|      | 南京地下鉄2号線 | 新街口・馬群・経天路 方面             | 仙林湖 行き |
|      | 南京地下鉄7号線 | 大士茶亭・夢都大街東・嘉陵江東街 方面 | 西善橋 行き |
|      | 南京地下鉄7号線 | 清涼山・古平崗・幕府西路 方面         | 仙新路 行き |

## 隣の駅
南京地下鉄
■2号線
雲錦路駅 - 莫愁湖駅 - 漢中門駅